# Кремлёвская улица (Казань)
Кремлёвская улица — главная улица в историческом центре Казани, в Вахитовском районе, берущая начало на площади 1 Мая и заканчивающаяся у Университетского сквера городка Казанского университета.
Предыдущие названия улицы — Спасская (по Спасской башне Казанского Кремля), Воскресенская (c конца XVII века, по снесённой Воскресенской церкви 1671 г.), Чернышевского (с 1917 года), Ленина (с 1958 года). Современное название улица приобрела в 1996 году, переняв её от ныне несуществующей улицы в другом месте (предлагавшееся название улица Сююмбике по имени легендарной татарской царицы не было утверждено).
Дата возникновения улицы — XVI век. Основная застройка улицы сложилась в XIX веке. В конце XIX — начале XX века (до 1948 года) по улице действовала линия конки и затем трамвая № 4. Во второй половине XX века по улице ходил редкий автобус № 15.

## География
Улица длиной 1139 метров пролегает по гребню холма с северо-запада на юго-восток; начинаясь от площади 1 Мая, пересекает улицы Миславского, Чернышевского, Мусы Джалиля, Кави Наджми, Астрономическая, Лобачевского и заканчивается пересечением с улицами Университетская и Профессора Нужина. В 2011 году тротуары на всем протяжении улицы были выложены брусчаткой.

## Достопримечательности
Наиболее важными памятниками архитектуры являются:
- комплекс площади 1 Мая, включающий в себя Спасскую башню Кремля, монументальный памятник Мусе Джалилю, здание Мэрии (ранее городская Дума), Национальный музей Республики Татарстан (ранее Гостиный двор)
- Дом Акчурина
- Александровский пассаж (1880—1883, архитекторы В. В. Суслов и Н. И. Поздеев)
- Чернояровский пассаж 1901 года[8]
- Институт государственной службы (ранее Купеческий клуб, Военное собрание) 1864 года
- Казанский главпочтамт
- Верховный суд Республики Татарстан (ранее квартира военного губернатора, Казанский окружной суд и судебная палата) 1825 года
- Прокуратура Республики Татарстан
- Дом З. П. Ушковой (1908 год, архитектор К. Мюфке) В настоящее время здание Национальной библиотеки Республики Татарстан.
- высотное здание физического факультета КФУ с площадкой и памятником Евгению Завойскому
- здание химического факультета КФУ
- сквер Лобачевского с памятником Николаю Лобачевскому
- главное здание КФУ 1825 года
- комплекс Университетского сквера с памятниками Михаилу Нужину в Университетском сквере и студенту Владимиру Ульянову на полукруглой площадке, именуемой в народе «сковородкой» перед высотным зданием механико-математического факультета КФУ

Также в непосредственной близости от улицы находится Петропавловский собор.

## Фотогалерея
- Национальный музей Республики Татарстан
- Мэрия
- Александровский пассаж
- Чернояровский пассаж
- Химкорпус КФУ
- Дом З. П. Ушковой

### Комментарии
1. ↑  название на татарском языке — Васкрисински урам[2]